# ماهلة الحجرية
الشيخة ماهلة بنت عامربن سلطان بن عامر الحجرية (ت: 1331ه) فقيهة عمانية من سكان ولاية بدية إحدى ولايات المنطقة الشرقية والدها الشيخ عامر الحجري وأختها الفقيهة الزاهدة الناسخة سالمة الحجرية.

## حياتها
تلقت تعليمها عن طريق والدها، وعملت على تقديم الفتوى للنساء مع أختها سالمة، من خلال المجالس العلمية التي تقيمها في بيتها حيث ركزت على الأمور التي تخص النساء مثل الحيض والنفاس والطلاق والعدة وغيرها، فكانت النساء ترجع إليها للفتوى، وكانت  شديدة الحرص على استغلال وقتها لما فيه مصلحة العباد والأمر بالمعروف والنهي عن المنكر، وفيما يروى أن ابنها حمد عندما يمزح معها كثيرا تقول له " أصنع لك شغلا إن لم يكن لكم شغل"، كما كانت كثيرة التصدق على الفقراء والمساكين .
تزوجت ماهلة من عامربن محمد الحجري وأنجبت منه حمد، واجتهدت في تربيته التربية الصالحة، فكان نور الدين عبد الله بن حميد السالمي أحد تلاميذه، وأخا ومقربا من الإمام سالم بن راشد الخروصي والذي بويع للإمامة على عمان 1331ه، وكان وقتها كثيرا ما يتردد على بيت ابنها حمد .

## أبرز تلميذاتها
راية بنت عامر بن سليم وشميسة بنت علي العذوبية

## وفاتها
لم تذكر المصادر تاريخ محدد لوفاتها، وحسب الموسوعة العمانية فإن ماهلة توفت بعد 1331ه.